# Blockprüfzeichenfolge
Der Begriff Blockprüfzeichenfolge (BPF) (englisch Frame Check Sequence (FCS)) bezeichnet eine Prüfsumme, die zu einem Datenblock (Frame) eines Netzwerkprotokolls hinzugefügt wird, um eine Fehlererkennung (auch Fehlerkorrektur auf Layer 2, s. u.) zu ermöglichen. Häufig wird dabei ein Cyclic Redundancy Check (CRC) (deutsch Zyklische Redundanzprüfung) mit 32 Bit verwendet, z. B. in Ethernet und anderen IEEE 802-Protokollen. Es gibt auch 8 Bit-, 12 Bit- und 16 Bit-Varianten.
Fehlererkennungs- und -korrekturverfahren, die auf einer FCS beruhen, sind der Sicherungsschicht (Layer 2 / Schicht 2) des OSI-Modells zuzuordnen.
Der Sender errechnet die Prüfsumme für den ganzen Datenblock und hängt diese hinten an den Block an. Der Empfänger errechnet ebenfalls die Prüfsumme des Blocks und vergleicht sie mit der gesendeten FCS. Für das Errechnen wird auf beiden Seiten der gleiche Algorithmus benutzt. Sollte die Prüfung fehlschlagen, so wird der Block vom Empfänger verworfen.
Bei der Blockprüfzeichenfolge startet die Übertragung mit dem höchstwertigen Bit (most significant bit, MSB).

Ein Ethernet-Frame mit der FCS am Ende